# Ворд (Нью-Йорк)
Ворд (англ. Ward) — місто (англ. town) в США, в окрузі Аллегені штату Нью-Йорк. Населення — 334 особи (2020).

## Демографія
Згідно з переписом 2010 року, у місті мешкало 368 осіб у 140 домогосподарствах у складі 98 родин. Було 304 помешкання
Расовий склад населення:
| - 98,4 % — білих - 0,5 % — азіатів - 1,1 % — осіб інших рас |

До двох чи більше рас належало 0,0 %. Частка іспаномовних становила 2,2 % від усіх жителів.
За віковим діапазоном населення розподілялося таким чином: 23,1 % — особи молодші 18 років, 61,1 % — особи у віці 18—64 років, 15,8 % — особи у віці 65 років та старші. Медіана віку мешканця становила 43,3 року. На 100 осіб жіночої статі у місті припадало 106,7 чоловіків;  на 100 жінок у віці від 18 років та старших — 105,1 чоловіків також старших 18 років.
Середній дохід на одне домашнє господарство  становив 66 023 долари США (медіана — 52 188), а середній дохід на одну сім'ю — 77 980 доларів (медіана — 73 125). Медіана доходів становила 41 750 доларів для чоловіків та 40 313 долари для жінок. За межею бідності перебувало 10,6 % осіб, у тому числі 21,6 % дітей у віці до 18 років та 4,0 % осіб у віці 65 років та старших.
Цивільне працевлаштоване населення становило 175 осіб. Основні галузі зайнятості: освіта, охорона здоров'я та соціальна допомога — 30,9 %, сільське господарство, лісництво, риболовля — 16,0 %, виробництво — 15,4 %.